# Crematogaster afghanica
Crematogaster afghanica es una especie de hormiga acróbata del género Crematogaster, categorizada en la tribu Crematogastrini, de la subfamilia Myrmicinae. Fue descrita por Pisarski en 1967.

## Distribución
Se distribuye por Afganistán e Irán.

## Hábitat
Se ha encontrado a elevaciones de 1600-1750 m s. n. m.